# أرنب الفصح

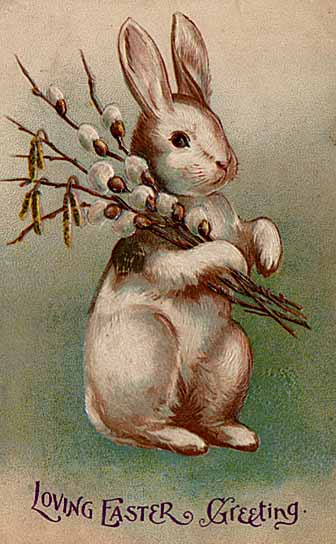
ارنب عيد القيامة

أرانب عيد الفصح هي عبارة عن شخصيات مصورة تقوم بتوزيع بيض عيد الفصح حيث يلبس زي الأرنب لتمثيل تلك الشخصيات بهذا العيد. في الأسطورة تحمل هذه المخلوقات السلال المليئة بالبيض الملون وبعض الحلوى وأحيانا ألعاب لمنازل الأطفال. ويشبه هذا العيد نوعا ما بسانتا كلوز (بابا نويل) في عيد الكريسميس بأن كلاهما يقومان بتوزيع الهدايا للأطفال في ليلة الاحتفال بتلك الأعياد. وقد ذكر آنفا في عهد جورج فرانك فون في عام 1682 مشيرا إلى ثقافة الألزاس بأن الأرانب البرية تقوم بتوزيع البيض في عيد الفصح.

## الأرانب والأرانب البرية
يعد الأرنب البري من الرسومات المتكررة الشعبية في فن الكنيسة في العصور الوسطى. كما أدت فكرة أن الأرانب البرية تتكاثر بدون فقدان عذريتها إلى وجود علاقة مع مريم العذراء مع الأرانب البرية التي استخدمت أحيانا في إنشاء المخطوطات المزخرفة واللوحات الأوروبية الشمالية للعذراء والسيد المسيح. حيث يمكن وجود علاقة مع الثالوث المقدس، كما في رسم الأرانب الثلاثية، التي تمثل «واحد في ثلاثة أو ثلاثة في واحد» كما يمكن استخدام المثلث أو ثلاثة أشكال متداخلة كالخواتم مثلا كرمز للثالوث المقدس. وفي إنجلترا تكون هذه الرسومات عادة في مكان بارز في الكنيسة مثل الضلع المركزي للسقف أو على الضلع الأوسط من صحن الكنيسة. وهذا يشير إلى اهمية الكنيسة ويلقي ظلالا من الشك على النظرية التي تقول بأنهم علامات توقيع لبنائين أو لنجارين.
يعد البيض، مثل الأرانب والأرانب البرية، رمزا للخصوبة من العصور القديمة. بما أن الطيور تفقس من البيض في وقت الربيع وتلد الأرانب في نفس الفصل فقد أصبحا رمزا لخصوبة الأرض في موسم الاعتدال الربيعي
يعد كلا من الأرنب والأرنب البري من الثديات. يمكن لأنثى الأرنب البري أن تحمل مرة أخرى قبل أن تلد جنينها الأول. وتعرف هذه الظاهرة بالحمل على حمل. تنضج الحيوانات التي تنتمي لمجموعة أرنبيات الشكل جنسيا في عمر مبكر ويمكنها أن تلد أكثر من جنين في السنة (ومن هنا جاء المثل: «تلد مثل الأرانب»). ولذلك فمن الطبيعي أن تصبح الأرانب والأرانب البرية رموزا للخصوبة، أو أن يدخل سلوك التزاوج في فصل الربيع في الفولكلور.

## البيض
ييعد المنشأ الصحيح لعادة تزيين البيض غير معروف على الرغم من تزامن استخدام البيض كرمز للخصوبة مع ازدهار الزهور في الربيع؛ يسلق البيض مع بعض الزهور الملونة ليجلب الإحساس بالربيع إلى المنازل. فحتى يومنا هذا يقوم العديد من المسيحيين في الكنيسة الأرثوذكسية الشرقية بصبغ بيض عيد الفصح بالأحمر، كلون الدم، وذلك عرفانا وتذكيرا بتضحية المسيح (ولتجديد الحياة في فصل الربيع). والبعض أيضا يستخدمون اللون الأخضر تكريما للأوراق الشجر الجديدة الناشئة بعد الشتاء الطويل القاحل.
أرادت الكنيسة البروتستانتية الألمانية الإبقاء على العرف الكاثوليكية من أكل البيض الملون في عيد الفصح، لكنها لم ترغب أن يمارس أولادهم طقوس الكنيسة الكاثوليكية في الصيام يوم عيد الفصح. كان يحظر على الكاثوليك البيض في يوم الصوم الكبير، وهذا كان السبب في وفرة البيض في عيد الفصح.
وجاءت فكرة وضع الارنب للبيض في الولايات المتحدة في القرن 18. وقال المهاجرين الألمان في منطقة ولاية بنسلفانيا الهولندية لاطفالهم عن الاوستيرهيس فالهيس تعني الارنب البريوليس الارنب. فوفقا للأسطورة، يتلقى الأطفال الجيدون الهدايا من البيض الملون في الأعشاش التي صنعوها بأنفسهم قبل عيد الفصح. وكتب جاكوب جريم في عام 1835، عن الأساطير القديمة التي يوجد ما يقابلها في ألمانيا نفسها. واقترح جريم أن هذه الأساطير مستمدة من أسطورة الألهة الجرمانية أوسترا (Ostara).

## وسائل الإعلام
تستخدم وسائل الاعلام عيد الفصح في الاعلانات التجارية وفي الأفلام مثل فيلم القفزة وفيلم هير كمز بيتر كوتنتيل وريز اوف جاردينز.